# 绍雷莱博讷
绍雷莱博讷（法語：Chorey-les-Beaune，法語發音：[ʃɔʁɛ le bɔn]，意为“博讷附近的绍雷”）是法国科多尔省的一个市镇，位于该省东南部，博讷市区以北，属于博讷区。

## 地理
绍雷莱博讷（47°2'53"N, 4°52'3"E）面积5.59 平方千米，位于法国勃艮第-弗朗什-孔泰大區科多尔省，该省份为法国中东部省份，北起奥布省，西接涅夫勒省和约讷省，南至索恩-卢瓦尔省，东南接汝拉省，东临上索恩省，东北部与上马恩省接壤。
与绍雷莱博讷接壤的市镇（或旧市镇、城区）包括：阿洛斯科尔通、萨维尼莱博讷、拉杜瓦-塞里尼、维尼奥勒、博讷。

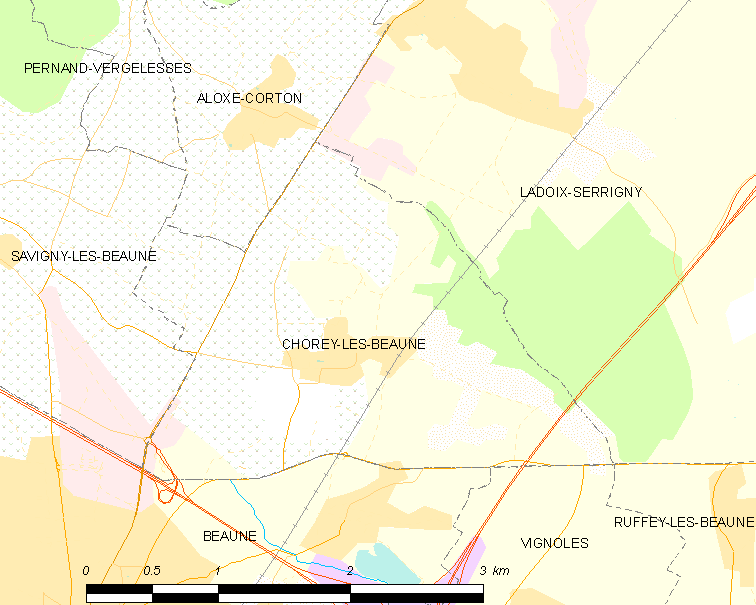
绍雷莱博讷的OSM定位图

绍雷莱博讷的时区为UTC+01:00、UTC+02:00（夏令时）。

## 行政
绍雷莱博讷的邮政编码为21200，INSEE市镇编码为21173。

## 政治
绍雷莱博讷所属的省级选区为拉杜瓦-塞里尼县。

## 人口

1962-2008年间绍雷莱博讷人口变化图示

绍雷莱博讷于2022年1月1日时的人口数量为596人。